# Estádio Dr. Magalhães Pessoa
O Estádio Dr. Magalhães Pessoa é um estádio remodelado em 2003 antes da realização do Euro 2004, que foi projetado pelo arquiteto Tomás Taveira. Atualmente é utilizado pela UD Leiria. Em 2004 recebeu uma prova de atletismo onde esteve presente Francis Obikwelu.
O Estádio Municipal de Leiria – Dr. Magalhães Pessoa, objeto de obras de remodelação e ampliação, foi a par do Estádio Cidade de Coimbra o único recinto a integrar uma pista de atletismo.
O Estádio Municipal de Leiria foi concebido e construído e está a ser gerido numa perspetiva de multifuncionalidade, com diversas valências. Exemplo disso é a importante área de eventos, que potencia a utilização quase quotidiana de espaços polivalentes como o auditório, as salas de reunião/formação ou as zonas VIP. É a vocação de centro de negócios do Estádio Municipal de Leiria.
Ao nível de futebol tem sido o União de Leiria que mais tem dinamizado o estádio desde a sua construção com algumas boas assistências nas diferentes competições nacionais, como se verificou na recente época de 2022/23 onde clube garantiu a presença à Segunda Liga.

## História
A remodelação do estádio municipal de Leiria teve o propósito não só de dotar a cidade de uma importante infraestrutura desportiva, como também acolher o Euro 2004. O estádio possui uma capacidade de 23 888 lugares, totalmente cobertos, tendo sido criada uma bancada provisória no topo norte, para o Euro 2004, com mais 5 478 lugares o que totalizava 29 366 lugares sentados.
A inauguração desta profunda intervenção ocorreu a 19 de Novembro de 2003, com o jogo Portugal versus Kuwait, que Portugal venceu por memoráveis 8-0, seguido por um espetáculo multimédia.
O estádio original tinha sido construído na década de 60 por iniciativa do então Presidente da Câmara Municipal de Leiria, Manuel Magalhães Pessoa. Foi o primeiro passo para a constituição, nesta zona da cidade, de um parque desportivo. Em reconhecimento do seu contributo para o desporto no concelho, o município atribuiu, no início dos anos 70, o seu nome ao estádio que fez nascer.
A intervenção inaugurada em 2003 recuperou um espaço com o qual, ao longo de várias décadas, os leirienses desenvolveram uma identificação afetiva, por ter sido o palco da dinâmica desportiva de toda uma região. A tradição não pôs, no entanto, em causa a inovação, na medida em que o Estádio Municipal é uma infraestrutura de características até aqui inexistentes, embora desde há muito ambicionadas pelos responsáveis municipais e, sobretudo, pela população. As soluções técnicas e estéticas adotadas concretizam o arrojo das intenções subjacentes à intervenção.
Aproveitando de uma forma racional o que já existia – um estádio localizado praticamente no centro da cidade, conhecido e valorizado pelos Leirienses –, criou-se uma infraestrutura dotada de condições de excelência não só para o desporto, mas também para o lazer e os serviços.
Durante o Euro 2004, jogaram neste estádio a Croácia, França e Suíça.
A designação do Estádio Dr. Magalhães Pessoa presta homenagem a Manuel de Magalhães Pessoa, natural de Pocariça, concelho de Cantanhede, funcionário judicial, que foi vice-presidente da Câmara Municipal de Leiria, entre outras funções que desempenhou, como as de governador civil de Beja e Portalegre, e deputado na Assembleia Nacional.

## Ficha Técnica
- Capacidade (lugares sentados): 23.888 lugares[2]
- Auditório de conferências de imprensa: 155 lugares
- Pista de Atletismo
- Zonas VIP Poente

Camarote Presidencial (330 lugares) 
10 Camarotes Empresa (138 lugares)
- Zona VIP Nascente

27 Camarotes Empresa (114 lugares)
- Auditório (150 lugares)
- Health Club (em instalação)
- Espaços Administrativos

Sede da Associação Distrital de Atletismo
Sede da União Desportiva de Leiria
- Espaços Multiusos para eventos diversos
- Pista de Atletismo homologada pela IAAF - International Association of Athletics Federations

O estádio está equipado com 145 câmaras CCTV, 17 lavabos, dois balneários de 200 m² cada, dois painéis eletrônicos e pista de atletismo. Este equipamento conta ainda com 6.542 estacionamentos e um edifício para fins administrativos.

## Eventos Desportivos

### Campeonato Europeu de Futebol de 2004
O primeiro jogo oficial realizou-se a 11 de Janeiro de 2004, quando a União Desportiva de Leiria recebeu o Benfica em jogo da Liga.
O Estádio foi o palco da UEFA Euro 2004 e acolheu 2 jogos do Grupo B.
| Data          | Resultados | Resultados | Resultados | Ronda   | Espectadores |
| ------------- | ---------- | ---------- | ---------- | ------- | ------------ |
| 13 Junho 2004 | Suíça      | 0–0        | Croácia    | Grupo B | 24 090       |
| 17 Junho 2004 | Croácia    | 2–2        | França     | Grupo B | 29 160       |

Ainda no plano desportivo, a pista de atletismo – considerada uma das melhores da Europa – permitiu que no Estádio Municipal de Leiria se realizasse, a 18 e 19 de Junho de 2005, a Taça da Europa da modalidade (1ª Liga – Grupo B), após ter recebido já os Campeonatos Nacionais de Atletismo e os Campeonatos Nacionais de Desporto Escolar.

## Eventos Culturais
No âmbito cultural, o Estádio acolheu já quatro exposições de pintura e escultura.

## Eventos Musicais
Na vertente dos concertos musicais, realizou-se, a 14 de Junho de 2006, um espetáculo com a cantora baiana Daniela Mercury, a que assistiram cerca de 8.000 pessoas. Seguiu-se lhe, no dia 15 de Julho do mesmo ano, um concerto do brasileiro Martinho da Vila, no qual estiveram presentes cerca de 3.000 espectadores.
Em 2007, a 20 de Outubro, realizou-se no Estádio Municipal de Leiria o concerto de encerramento da Campanha “Todos Diferentes, Todos Iguais”, com os Fingertips, David Fonseca, os The Gift e os UHF. Segundo números da organização, terão estado presentes aproximadamente 7.000 espectadores.
Já em 2008, a 5 de Julho, o Estádio acolheu um concerto com o popular cantor Tony Carreira, responsável por uma audiência na ordem dos 8.000 espectadores. Na véspera, tinha subido ao palco – pela segunda vez – o consagrado Martinho da Vila, num concerto com cerca de 3.000 espectadores.
Desde 2014, o estádio acolhe ainda os concertos da Feira de Maio, que reúne diversões e tasquinhas durante todo o mês no seu parque de estacionamento. Estes concertos reúnem mais de 10.000 espectadores.
Em 2024, a 14 de setembro, o Estádio acolheu um concerto dos Rockin'1000 com cerca de 20 mil espectadores.

## Futuro

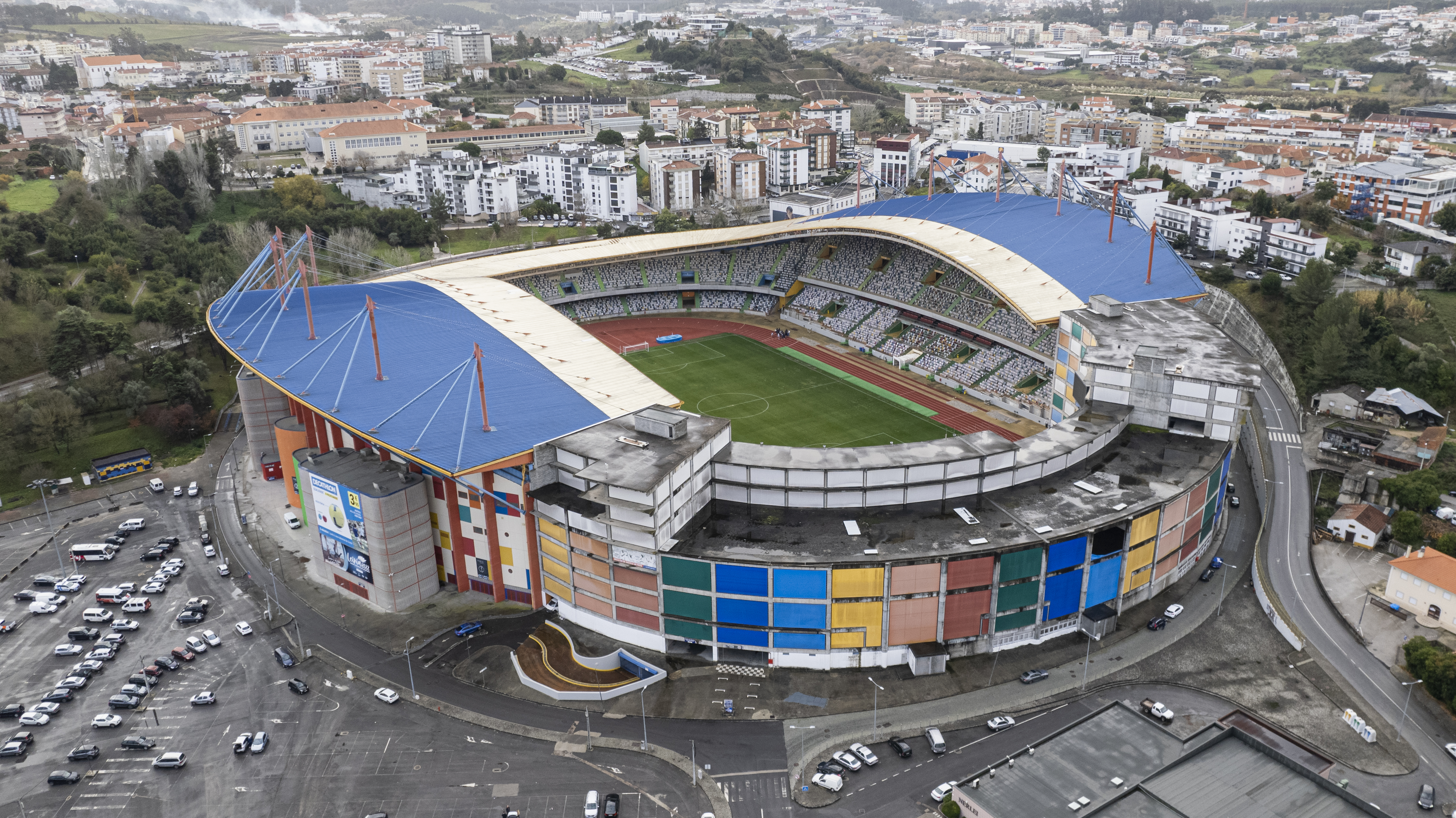
Vista do topo norte inacabado.

O Edifício do Topo Norte integrará o projeto, em desenvolvimento, de construção de uma grande superfície comercial nesta zona da Cidade. Entre serviço da dívida e despesas próprias de manutenção o estádio custa cerca de cinco mil euros por dia à autarquia, havendo várias vozes que consideram  que é um sorvedouro de dinheiro que devia ser aplicado noutras obras.

## Elevados custos para o erário público
Durante três anos, o contrato da cedência do estádio fez com que a empresa municipal que gere o estádio pagasse à União de Leiria, em vez de receber. O estádio teve quatro milhões de euros de prejuízos no ano de 2005 e cerca de três milhões em 2006. A União de Leiria deixou mesmo de realizar jogos no estádio, tendo-se deslocado para o estádio da Marinha Grande. O diretor-geral da SAD da União de Leiria, referiu que o contrato de utilização do estádio de Leiria previa o pagamento de 17 500 euros por jogo, mais 500 euros por cada treino extra.
A Câmara de Leiria devia, no final de 2020, cerca de 20 milhões de euros relativos ao estádio.

### Eventual demolição
Segundo o economista e ex-ministro Augusto Mateus a demolição de alguns dos estádios construídos para o Euro 2004, entre os quais o de Leiria, pelos elevados custos que representam para os municípios, poderia ser considerada. Em declarações a uma agência noticiosa, referiu que há municípios que devem considerar a hipótese de demolição desses estádios de futebol e substitui-los por centros comerciais, por exemplo. Referiu também ser muito complicado lidar com as dívidas de algo que não cria riqueza nem representa um bem público. Augusto Mateus referia-se a entre outros, ao estádio de Leiria, que tem um elevado custo financeiro para os munícipes da cidade, pois têm fracas assistências aos jogos de futebol.

### Penhora pelo fisco
A Direção-Geral dos Impostos penhorou em 2009 o estádio devido a uma dívida que rondaria os quatro milhões de euros relativa ao pagamento do imposto sucessório. Segundo fontes ouvidas pelo jornal Económico a Lerisport [empresa municipal] foi notificada, fez-se uma reclamação graciosa que não foi atendida e [avançou-se] para a impugnação judicial.

### Venda em hasta pública
Devidos aos elevados gastos em 16 de Junho de 2011, a Câmara de Leiria aprovou a proposta para levar o Estádio Municipal a hasta pública pelo valor de 63 milhões de euros. A hasta pública para venda do Estádio de Leiria, foi marcada em Agosto de 2011 em reunião de Câmara para o dia 22 de Setembro de 2011. O município pede 63 milhões de euros por um lote que junta três de quatro frações do estádio: o campo desportivo e as bancadas, assim como outras duas frações, o topo norte e o respetivo estacionamento. A hasta pública não teve quaisquer interessados.